# Daniel Toscan du Plantier
Pour les articles homonymes, voir Toscan du Plantier, Toscan (homonymie) et Plantier.
Daniel Toscan du Plantier, né le 7 avril 1941 à Chambéry et mort à Berlin le 11 février 2003 pendant le festival de cinéma de Berlin (La Berlinale), est un producteur de cinéma français et directeur général de Gaumont de 1975 à 1985.

## Biographie

### Jeunesse et études
Né le 7 avril 1941 à Chambéry en Savoie, Daniel Henri Dominique Toscan du Plantier est le fils de Jacques Toscan du Plantier, industriel (1912-2001), et de Françoise de Ganay (1914-2002). Il est issu par son père d'une ancienne famille bourgeoise originaire du Dauphiné et par sa mère d'une famille de la noblesse française originaire de Bourgogne.
Il a pour ancêtre Jacques Toscan du Plantier, notaire à Montmaur au XVIIIe siècle, qui est par ailleurs l'arrière-grand-père, côté maternel, de Pierre Alexis de Ponson du Terrail, l'auteur au XIXe siècle du célèbre roman-feuilleton Rocambole.
Il est diplômé de l'Institut d'études politiques de Paris (section Service public, 1963).

### Carrière

#### Une première carrière réussie dans la publicité
Daniel Toscan du Plantier démarre et réussit très jeune dans le domaine de la publicité. Il y gravit jusqu'en 1974 les différents échelons d'une brillante carrière auprès de Marcel Bleustein-Blanchet, fondateur de Publicis dont il a l'écoute et la protection. Il devient directeur de Régie-Presse, filiale de Publicis. En 1974, il retrace son expérience de publicitaire et son analyse de la publicité dans Donnez-nous notre quotidien.

#### Producteur et directeur général de Gaumont (1975-1985)
En 1974, il a trente-quatre ans lorsque Nicolas Seydoux, son ami et condisciple de l'Institut d'études politiques de Paris et héritier de la famille Schlumberger, devient président de Gaumont et lui en confie la direction générale. Ensemble, ils entreprennent alors de transformer la vieille société en fer de lance du cinéma européen. Il restera comme directeur général jusqu'en 1984.
Il est ensuite directeur délégué de Gaumont de 1984 à 1985. Il est également président de l'Académie des arts et techniques du cinéma et président d'Unifrance de 1988 à sa mort et de la Cinémathèque de Toulouse, directeur d'Erato disques et de sa filiale Erato Films de 1985 à sa mort.
C'est grâce à son impulsion que Gaumont va s'implanter en Italie et crée la société de production Opera Films Produzione le 11 août 1978. Les « années Gaumont » se terminent en 1985 lorsque Cannon Group rachète le réseau de salles.
Prolifique producteur du cinéma français, connu pour sa grande cinéphilie et son enthousiasme[réf. nécessaire], n'hésitant pas à produire des réalisateurs ayant souffert de déconvenues budgétaires[réf. nécessaire] (Maurice Pialat, Robert Bresson), il encourage des projets tels que le film d'opéra ou un cycle de réadaptation de Sacha Guitry.

### Vie privée
Il épouse d'abord Marie-Christine Barrault dont il a deux enfants, David et Ariane, puis Francesca Comencini dont il a un fils, Carlo. Le 23 décembre 1996, son épouse d’alors, Sophie Bouniol, est assassinée à quelques pas de leur résidence irlandaise de Toormore par Ian Bailey. Il se remarie le 27 juin 1998 à Auch avec Melita Nikolic, avec laquelle il a deux enfants, Tosca et Maxime.
Il a également été le compagnon d'Isabelle Huppert et d'Isabella Rossellini.
Il est le directeur général du Festival international du film de Marrakech durant ses deux premières années, puis est remplacé par sa femme Melita à partir de 2003.
Il meurt d'une crise cardiaque le 11 février 2003, près de la Potsdamer Platz, où se tenait la Berlinale 2003. La veille, il avait assisté à une soirée Unifrance et à la projection de La Fleur du mal de Claude Chabrol.
Il est enterré dans la 45e division du cimetière du Père-Lachaise, après une cérémonie à l'église de la Madeleine, à Paris.

## Filmographie

### Comme producteur
- 1975 : Cousin, Cousine de Jean-Charles Tacchella
- 1977 : Le Diable probablement de Robert Bresson
- 1979 : Don Giovanni de Joseph Losey
- 1980 : La Cité des femmes de Federico Fellini
- 1981 : La Provinciale de Claude Goretta
- 1982 : Querelle de Rainer Werner Fassbinder
- 1983 : À nos amours de Maurice Pialat
- 1985 : Police de Maurice Pialat
- 1987 : Sous le soleil de Satan de Maurice Pialat
- 1988 : Le Dernier mot (court métrage) de Jean-Luc Godard
- 1989 : Le Cuisinier, le voleur, sa femme et son amant de Peter Greenaway
- 1991 : Van Gogh de Maurice Pialat
- 1993 : L'Écrivain public de Jean-François Amiguet
- 1994 : Grosse Fatigue de Michel Blanc
- 1995 : Madame Butterfly de Frédéric Mitterrand
- 1996 : Désiré de Bernard Murat
- 2000 : Les Savates du bon Dieu de Jean-Claude Brisseau
- 2001 : Tosca de Benoît Jacquot

### Comme acteur
- 1977 : Des enfants gâtés de Bertrand Tavernier : député André Chinon-Dujardin
- 1994 : La Cité de la peur d'Alain Berberian : lui-même
- 1995 : Les Cent et Une Nuits de Simon Cinéma d'Agnès Varda : le second orateur
- 1995 : Les Misérables de Claude Lelouch : Comte de Villeneuve
- 1999 : Cinématon #1948 de Gérard Courant : lui-même

## Documentaire
- Toscan de Isabelle Partiot-Pieri est un documentaire qui lui est consacré.

## Parodie
Un sketch des Inconnus parodie l'homme dans le cadre de l'émission Cinéma, Cinémas. Il est interprété par Didier Bourdon et renommé « Daniel Toscan Séplanté », Henry Chapier devient « Henri Papier » (joué par Bernard Campan).

## Ouvrages
- Donnez-nous notre quotidien, Olivier Orban, 1974
- Les enfants d'Al Capone et de Rossellini, Éditions Mazarine, 1986  (ISBN 978-2863740064)
- Bouleversifiant, Éditions du Seuil, 1992  (ISBN 978-2-02-013690-7)
- L'émotion culturelle, Flammarion, 1995  (ISBN 978-2080668714)
- Cinquante ans du festival de Cannes, Ramsay, 1997  (ISBN 978-2841142880)
- L'étrange ballet, No Good Industry, Guide, 2002